# Штюбеяны
Штюбея́ны (рум. Ştiubeieni [Штюбеень]; ранее также Штюбиены, Штубиены) — село в Рышканском районе Молдавии. Наряду с сёлами Василеуцы, Арманка, Чубара, Новые Михайлены и Мошаны входит в состав коммуны Василеуцы.

## География
Село расположено на высоте 175 метров над уровнем моря.

## Население
По данным переписи населения 2004 года, в селе Штюбеень проживает 445 человек (200 мужчин, 245 женщин).
Этнический состав села:
| Национальность | Число жителей | Процентный состав |
| -------------- | ------------- | ----------------- |
| украинцы       | 406           | 91,24             |
| молдаване      | 26            | 5,84              |
| русские        | 6             | 1,35              |
| гагаузы        | 4             | 0,9               |
| румыны         | 1             | 0,22              |
| прочие         | 2             | 0,45              |
| Всего          | 445           | 100 %             |